# Bársonyos réteggomba
A bársonyos réteggomba vagy molyhos réteggomba (Stereum subtomentosum) a réteggombafélék családjába tartozó, Európában és Észak-Amerikában elterjedt, főleg elhalt bükktörzseken növő, bársonyos felületű taplógombafaj.

## Megjelenése
A bársonyos réteggomba termőtestje legyező, kagyló vagy félkör alakú, konzolos, a többi réteggombától eltérően csak kissé fut le az aljzatra. Hosszúsága 3-10 cm, szélessége max. 5 cm, vastagsága 0,2-0,6 cm. Széle hullámos. Felülete finoman nemezes, bársonyos, jól láthatóan zónázott. Színe okker-, narancssárgás- vagy vörösesbarna, de növekedő szegélye mindig fehéres. Az idős gomba a rátelepedő algától zöldes is lehet, felületéről pedig lekophat a molyhozottság. Sárgásbarna húsa vékony, szívós, bőrszerű; íze és szaga nem jellegzetes.  
Termőrétege a kalap alsó felén található, sima vagy szabálytalanul ráncolt, színe szürkéssárgás vagy szürkésokkeres.
Spórapora fehér vagy nagyon halványan barnás. Spórái sima felszínűek, hengeresek vagy keskeny elliptikusak, méretük 5,5-8 x 2-3 µm.

### Hasonló fajok
Hasonlít a lepketaplóhoz, amelynek termőrétege pórusos és a szőrös felületű borostás réteggombához.

## Elterjedése és termőhelye
Európában és Észak-Amerikában honos. Magyarországon nem ritka.
Elhalt vagy néha legyengült lombos fák törzsein és ágain található meg, inkább bükkösökben. Gyakran csoportosan, sűrűn egymás alatt és mellett nő, a konzolok össze is forrhatnak. Egész évben megmarad, spórákat nyáron és ősszel terem.  

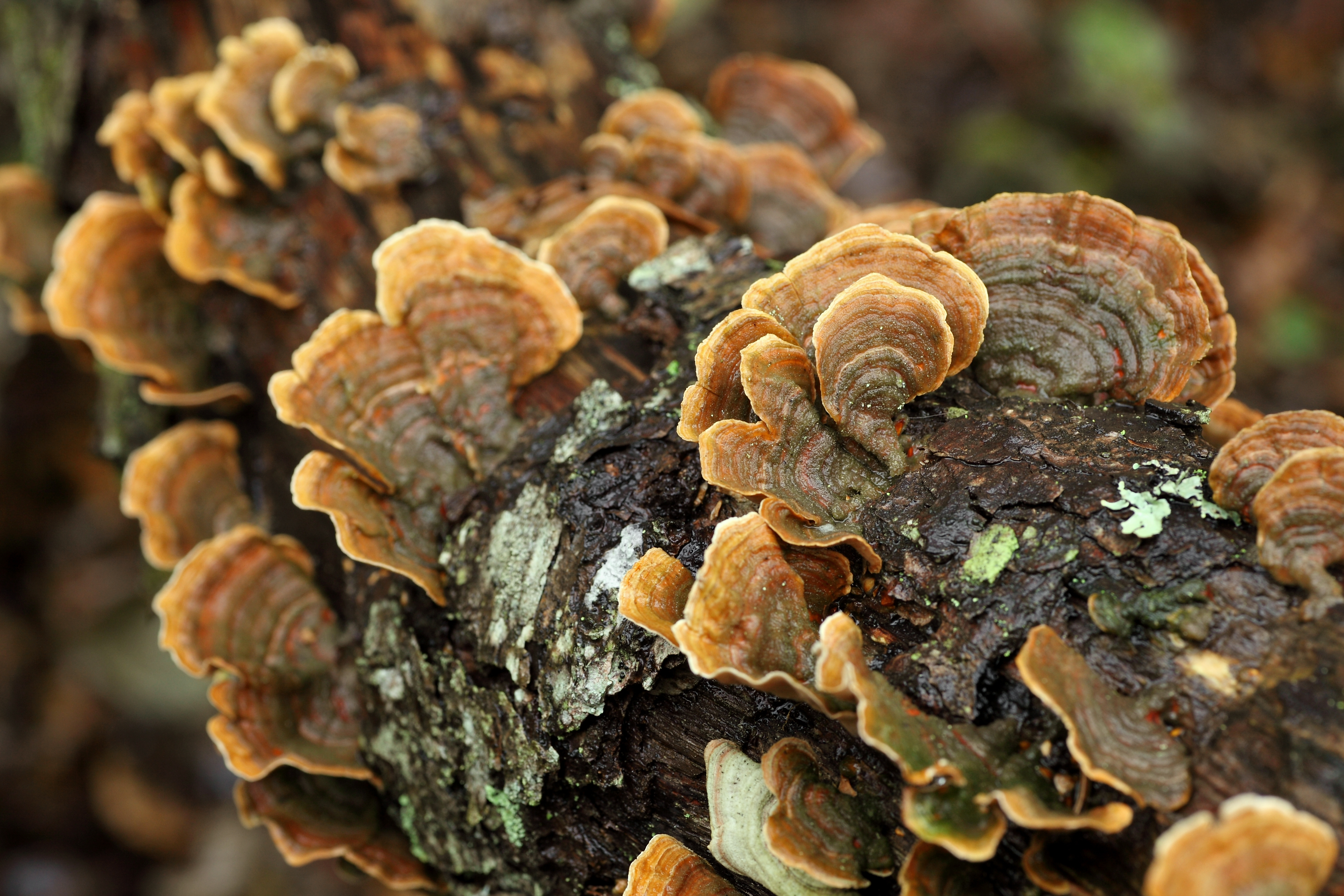
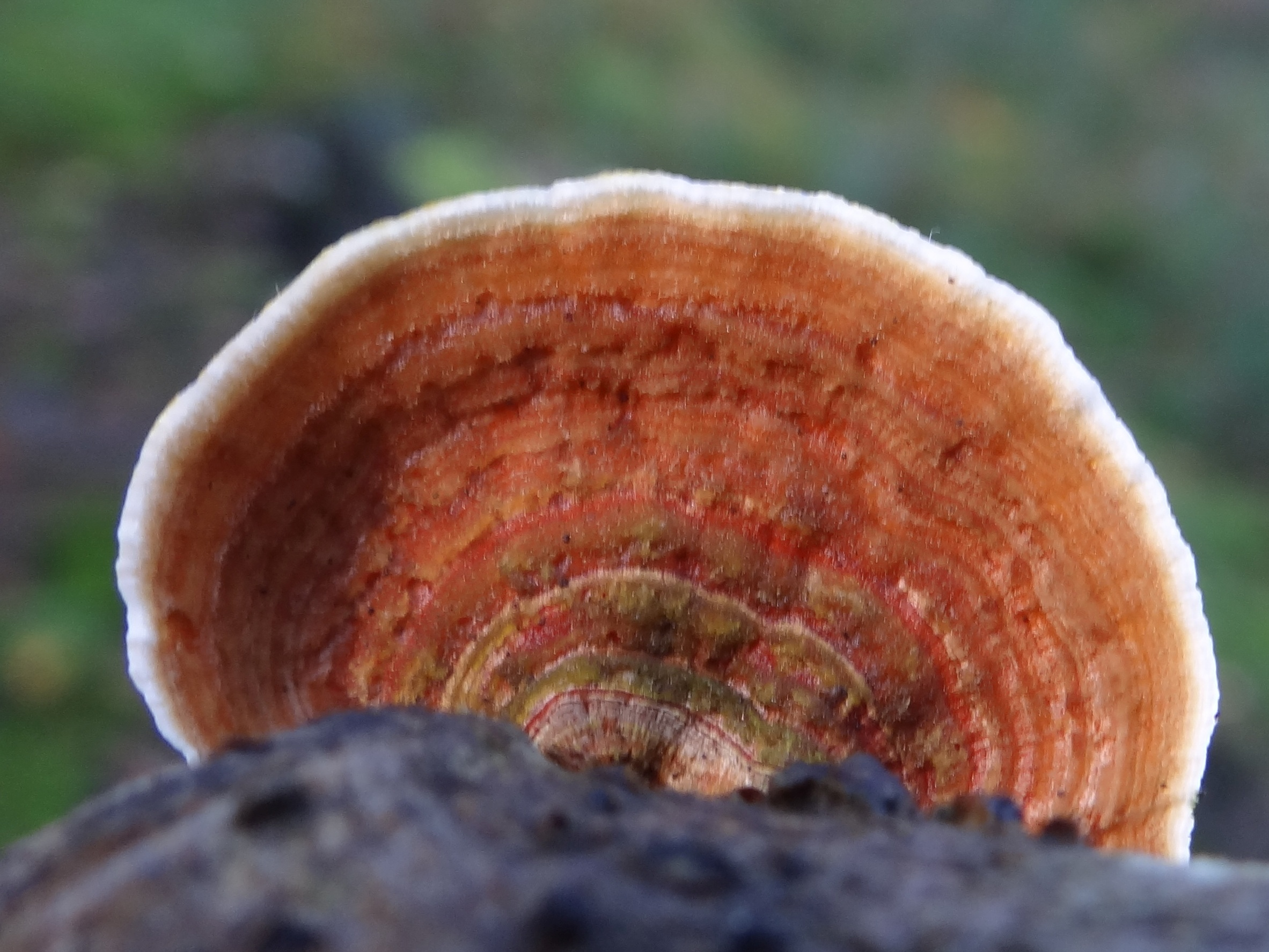
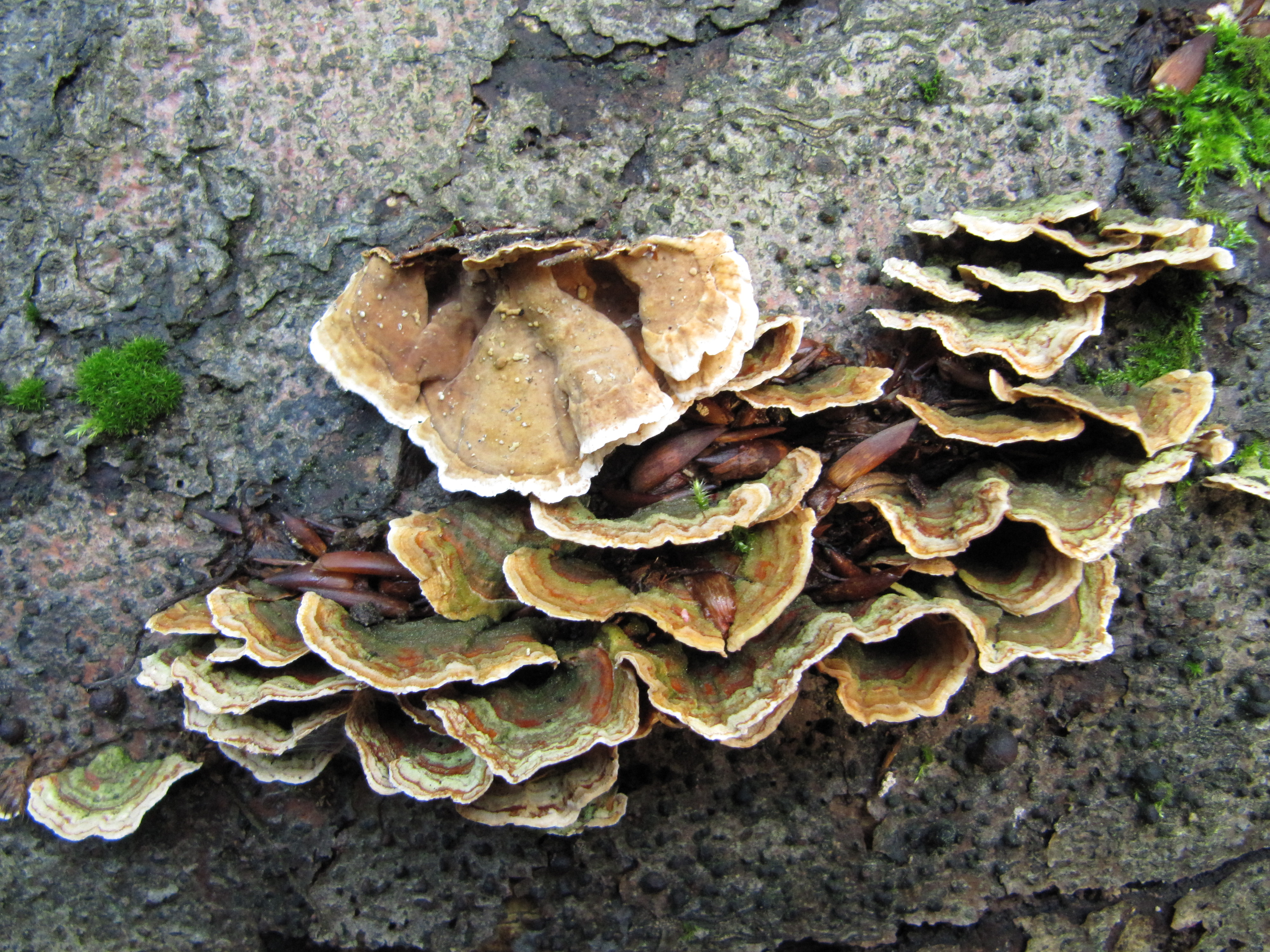
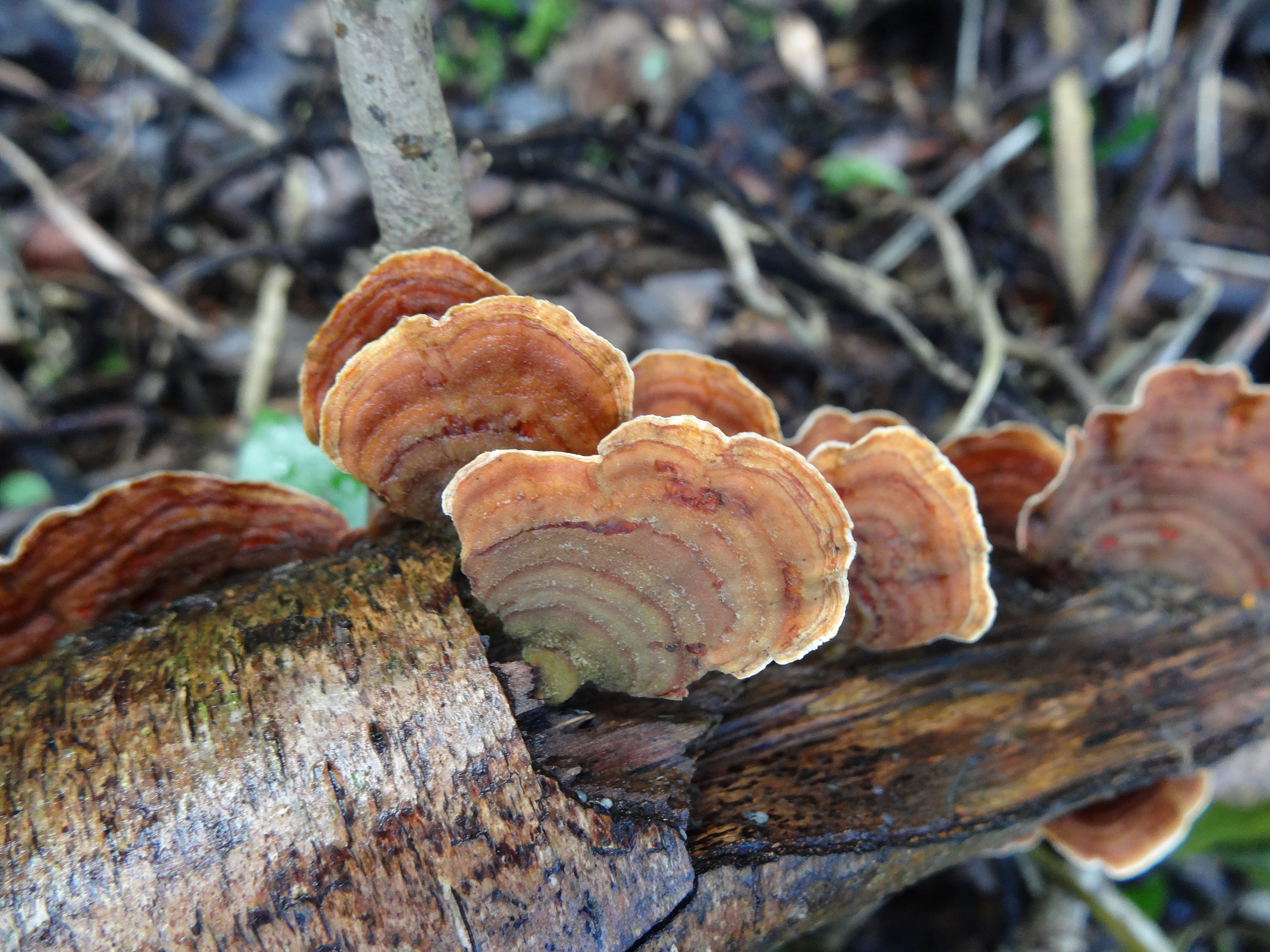
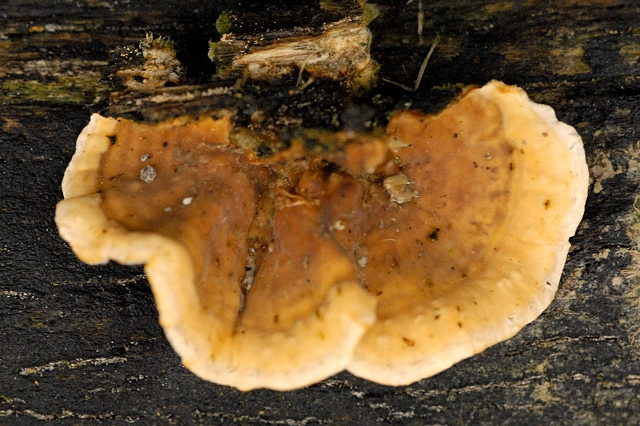

Nem ehető. 